# Ploubalay
Ploubalay (bretonisch: Plouvalae; Gallo: Ploubala) ist eine ehemalige französische Gemeinde mit 3926 Einwohnern (Stand: 1. Januar 2022)  im Département Côtes-d’Armor in der Region Bretagne. Sie gehörte zum Arrondissement Dinan und zum Kanton Pleslin-Trigavou. Die Einwohner werden Ploubalaysien(ne)s genannt. 
Ploubalay wurde mit Wirkung vom 1. Januar 2017 mit Plessix-Balisson und Trégon zur Commune nouvelle Beaussais-sur-Mer zusammengeschlossen.

## Geographie
Ploubalay liegt an der Smaragdküste des Ärmelkanals. Der Fluss Frémur begrenzt die Gemeinde im Osten. Umgeben wird Ploubalay von den Nachbargemeinden Lancieux im Norden, Saint-Briac-sur-Mer im Nordosten, Pleurtuit im Osten, Tréméreuc im Osten und Südosten, Pleslin-Trigavou im Südosten, Languenan im Süden, Créhen im Südwesten und Westen sowie Trégon im Westen. Die Gemeinde Plessix-Balisson wird komplett von Ploubalay umschlossen.
Durch die Gemeinde führt die frühere Route nationale 168 und Route nationale 786 (jeweils heutige D768).

## Bevölkerungsentwicklung
| Jahr      | 1962 | 1968 | 1975 | 1982 | 1990 | 1999 | 2006 | 2012 | 2020 |
| Einwohner | 2171 | 2156 | 2217 | 2292 | 2334 | 2385 | 2488 | 2872 | 3547 |

Quellen: Cassini und INSEE Ab 1962: nur Hauptwohnsitze.

## Sehenswürdigkeiten

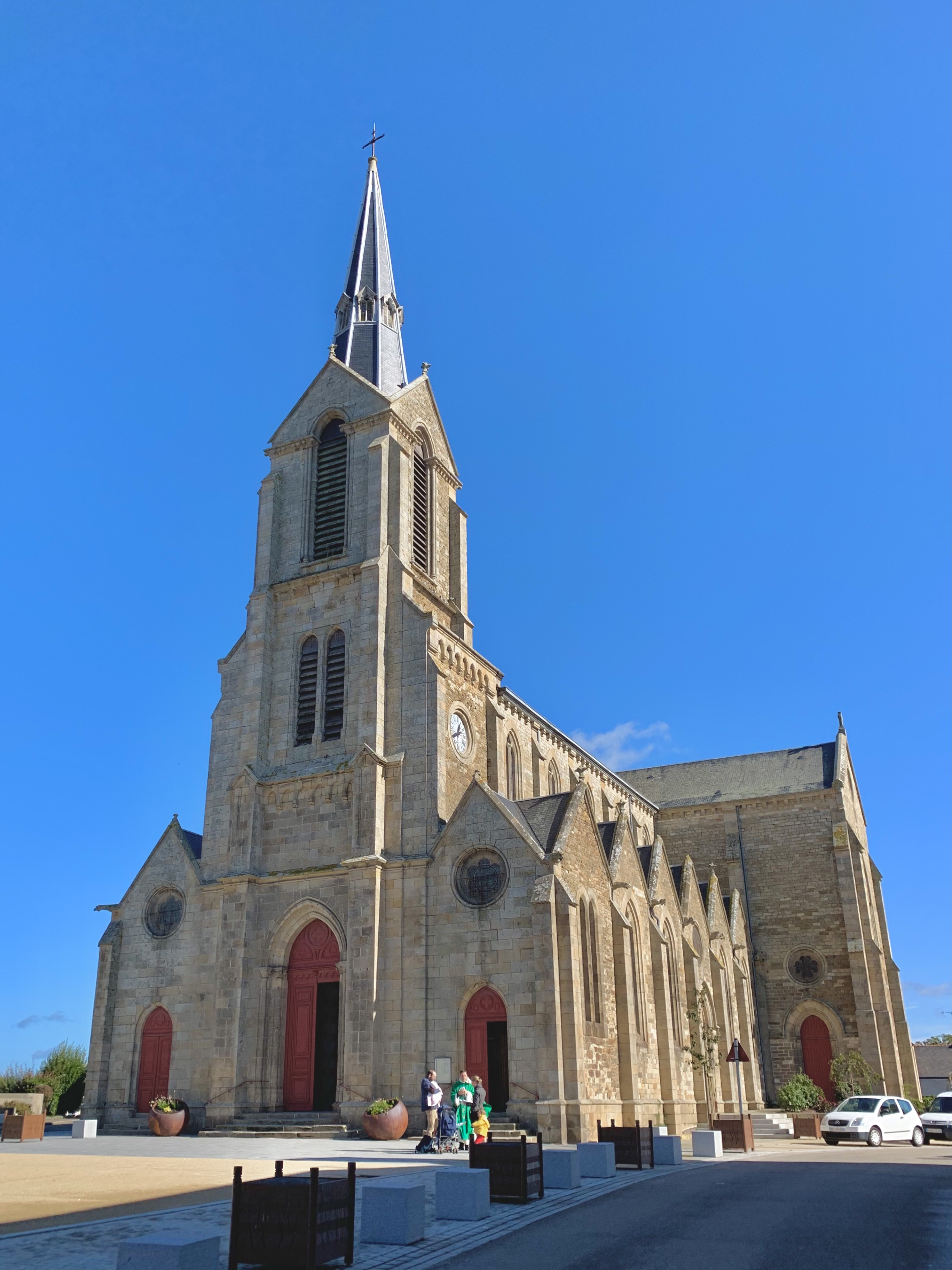
Kirche Saint-Pierre-et-Saint-Paul

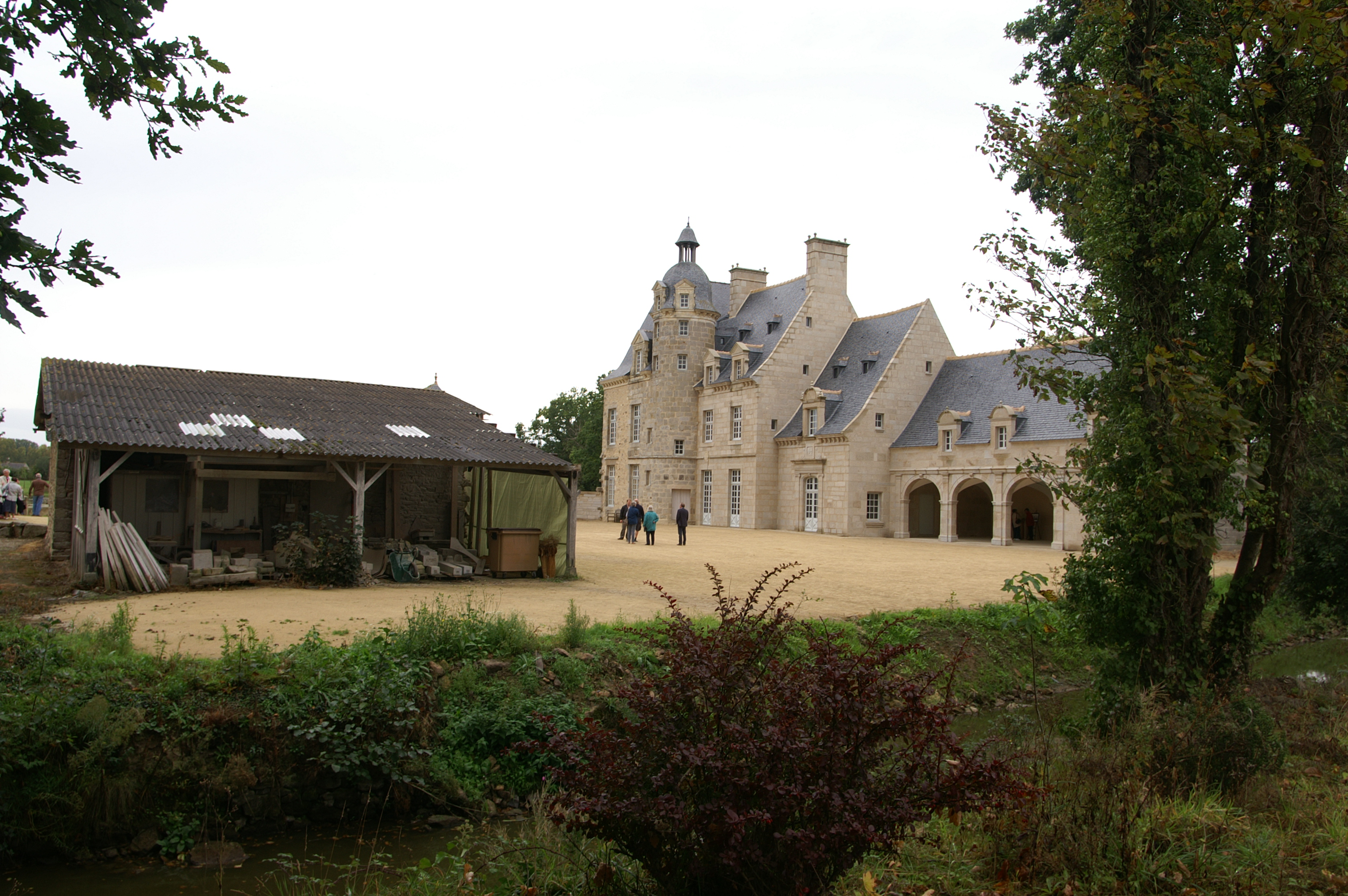
Herrenhaus La Coudraie

- Menhir
- Kirche Saint-Pierre-et-Saint-Paul
- Kapelle Saint-Cadreuc
- Kapelle von Ville Briand
- Schloss La Mallerie
- Schloss La Crochais
- Schloss La Ravillais
- Herrenhaus Bellestre
- Herrenhaus La Coudraie
- Herrenhaus von Guérais

## Gemeindepartnerschaft
Mit der britischen Gemeinde Boreham in Essex (England) besteht seit 1987 eine Partnerschaft.

## Persönlichkeiten
- Robert Bouloux (* 1947), Radrennfahrer